# L'Argent qui tue
Pour plus de détails, voir Fiche technique et Distribution.
L'Argent qui tue est un film muet français réalisé par Georges Denola, sorti en 1918.

## Fiche technique
- Titre : L'Argent qui tue
- Réalisation : Georges Denola
- Scénario : J.-H. Rosny aîné
- Photographie :
- Montage :
- Producteur :
- Société de production : Société cinématographique des auteurs et gens de lettres (S.C.A.G.L)
- Société de distribution :  Pathé Frères
- Pays de production :  France
- Langue : film muet avec les intertitres en français
- Format : Noir et blanc — 35 mm — 1,33:1 — Muet
- Genre : Film dramatique
- Métrage : 1 195 mètres
- Durée : 44 minutes
- Date de sortie :
  - France : 12 juillet 1918

## Distribution
- Juliette Clarens : Madeleine Monteaux
- Pierre Magnier : Herbelin
- Germaine de France : Marguerite Dufrène